# Петербург (телерадиокомпания)
Телерадиокомпания «Петербург» — акционерное общество (ранее — открытое акционерное общество), осуществляющее теле- и радиовещание.

## История
Существует с 1 ноября 1997 года. Основано на базе Государственной телерадиокомпании «Петербург — Пятый канал».

## Деятельность
Телерадиоорганизация вела:
- вещание по санкт-петербургской телепрограмме (передачи которой ретранслировались по региональным 3-м телепрограммам в Белгородской, Брянской, Вологодской, Волгоградской, Воронежской, Ивановской областях, Калужской, Кировской, Костромской, Курской, Курганской, Мурманской, Новгородской, Орловской, Пензенской, Пермской, Псковской, Саратовской, Челябинской и Ярославской областях, Мордовии, Коми, Чувашии, Удмуртии, Татарстане, Карелии, а также в Москве по пятой программе)
- вещание санкт-петербургской радиопрограмме.

Руководство Возглавлялась председателем назначавшимся Правительством Российской Федерации.

## Телевещательная деятельность
Акционерное общество передаёт федеральную (до 2004 года городскую) информационную, общественно-политическую и художественную телепрограмму «Пятый канал», её международный дубль «5 International». Программа «Пятый канал» включает в себя телегазету «Известия», еженедельную телегазету «Главное», детективные телесериалы и художественно-публицистические передачи. Программный телецентр расположены в Санкт-Петербурге, собственных передающих и ретрансляционных телестанций не имеет, арендуя их у федерального государственного унитарного предприятия «Российская телевизионная и радиовещательная сеть».

## Радиовещательная деятельность
Акционерное общество передаёт городскую информационную, общественно-политическую и художественную радиопрограмму «Петербург». Собственных вещательных радиоцентров не имеет, арендуя его у федерального государственного унитарного предприятия «Российская телевизионная и радиовещательная сеть».

## Руководство
72,4 % акций телекомпании принадлежит АО «Национальная медиа-группа». Руководство ею осуществляют совет директоров и генеральный директор. Генеральному директору подчинены дирекция программ и дирекция кинопоказа.

## Телекомпания в Интернете
В Интернете телекомпания ведёт:
- Сайт «5-tv.ru»
- Страница на сайте «youtube.com» https://www.youtube.com/user/5TVRussia